# Guécélard
Guécélard ist eine Gemeinde mit 3200 Einwohnern (Stand 1. Januar 2022) im Arrondissement La Flèche in Frankreich. Sie liegt im Département Sarthe in der Region Pays de la Loire. Ihre Einwohner heißen Guécélardais.

## Geografie
Guécélard liegt ca. 15 Kilometer südlich von Le Mans. In Guécélard mündet der Rhonne in die Sarthe, die die nordwestliche Gemeindegrenze bildet.

## Bevölkerungsentwicklung
Die Einwohnerzahl von Guécélard ist von 1962 bis 2008 gestiegen – von 589 auf 2674 Einwohner.

## Infrastruktur
Guécélard liegt an der Fernstraße von Le Mans nach La Flèche. Ein Anschluss an die Autoroute A28 von Le Mans nach Tours besteht 15 Kilometer nordwestlich von Guécélard.